# 471 aC
L'any 471 aC va ser un any del calendari romà prejulià. Durant la República Romana es coneixia com l'any del consolat de Claudi Sabí i Capitolí Barbat o any 282 Ab urbe condita (de la fundació de Roma). La denominació 471 aC per a aquest any s'ha emprat de l'edat mitjana ençà, quan el calendari Anno Domini va esdevenir el mètode més usat a Europa per a anomenar els anys.

## Esdeveniments

### Grècia
- Temístocles havia estat acusat d'haver-se enriquit amb les guerres contra els perses i de voler cremar la flota grega menys les naus ateneses per tenir l'hegemonia naval. Es va oposar a excloure de l'amficcionia grega als estats que no havien ajudat en la guerra contra els perses, mesura que demanava Esparta. Molts grecs van donar suport a Cimó II més proper als espartans probablement ja des del 479 aC. Les successives acusacions contra ell van acabar per condemnar-lo a l'ostracisme aquell any,[2] i es va retirar a Argos.
- Èsquil escriu Els Perses, una tragèdia ambientada en la batalla de Salamina, un conflicte de les guerres mèdiques.[3]

### República Romana
- Api Claudi Sabí i Titus Quinti Capitolí Barbat són elegits cònsols a Roma. Claudi Sabí va dirigir l'exèrcit contra els eqües i els volscs, i com que els soldats eren plebeus els va maltractar. Quan l'enemic els va atacar, els soldats van deixar les armes i van fugir. El cònsol va castigar els soldats amb extrema severitat i els va aplicar la delmació.[4] Capitolí Barbat es va oposar al seu col·lega durant les disputes per la lex Publilia de plebiscitis cosa que li va valer el suport dels plebeus. Va fer la guerra contra els eqües als que va derrotar i va assolar el seu territori fent molt de botí que va distribuir entre els seus soldats.[5]
- Voleró Publili, tribú de la plebs, junt amb el seu col·lega Gai Letori va proposar que les tribus havien d'elegir els edils i els tribuns i que els comicis tribunats podrien discutir de qualsevol afer i no sols els que afectaven els plebeus. Per això va presentar la Lex Publilia Laetoria.[6]
- Vel·lei Patèrcul diu que, segons Cató, els etruscs van fundar la ciutat de Nola aquest any, encara que ell creu que va ser fundada cap a l'any 800 aC.[7]

## Naixements
- Hanníbal, fill de Giscó, militar i sufet de Cartago.[8]